# Chrétien-Louis-Joseph de Guignes
Chrétien-Louis-Joseph de Guignes (1759–1845.; kínai neve pinjin hangsúlyjelekkel: Xiǎo Déjīn; magyar népszerű: Hsziao Tö-csin; kínaiul: 小德金) francia kereskedő, diplomata, sinológus, az orientalista, sinológus Joseph de Guignes fia.

## Élete, munkássága
1794–1795-ben de Guignes a Csien-lung császár udvarában szolgáló holland nagykövet, Isaac Titsingh (1845–1912) tolmácsaként tevékenykedett. 1808-ban Napóleon megbízta de Guignes, hogy állítson össze egy kínai–francia–latin szótárat. Ezzel a munkával 5 év alatt, 1813-ban készült el. Nem sokkal a megjelenést követően derült ki, hogy a szótár csupán a gemonai Basilio Brollo ferences szerzetes (1648–1704) korábbi, kiadatlan művének, átszerkesztett változata. De Guignes az eredeti szótár kiejtés alapú sorrendjét csupán átszerkesztette a 214 fogalomgyök-alapú kereső rendszerre. A szótár már 1714-ben komoly kritikákat kapott, elsőként Jean-Pierre Abel-Rémusattól, akit ebben az évben neveztek ki a Collège de France-on frissen alapított kínai tanszék vezetőjének. Mindezek ellenére de Guignes-t a Francia Természettudományi Akadémia és az Académie des inscriptions et belles-lettres tagja lett.

## Főbb művei
- Dictionnaire Chinois, Français et Latin, le Vocabulaire Chinois Latin. Paris: Imprimerie Impériale, 1813
- Voyage a Pékin, Manille et l'Ile de France. Paris: Imprimerie Impériale, 1808

## Fordítás
- Ez a szócikk részben vagy egészben  a   Chrétien-Louis-Joseph de Guignes című angol Wikipédia-szócikk ezen változatának fordításán alapul.  Az eredeti cikk szerkesztőit annak laptörténete sorolja fel. Ez a jelzés csupán a megfogalmazás eredetét és a szerzői jogokat jelzi, nem szolgál a cikkben szereplő információk forrásmegjelöléseként.